# Schahan R. Berberian
Schahan R. Berberian (armenisch Շահան Ռ. Պէրպէրեան, * 1. Januar 1891 in Istanbul, Osmanisches Reich; † 9. Oktober 1956 in Paris) war ein armenischer Philosoph, Komponist, Pädagoge, Psychologe, Ästhet und Schriftsteller. Er war der Sohn des Pädagogen Retheos Berberian, jüngerer Bruder des Komponisten Onnig Berberian und Vater der Dichterin Mannig Berberian und des Malers Artavazd Berberian. 

## Leben
Schahan Berberian wurde 1891  Istanbul geboren. Kurz darauf flohen seine Eltern Retheos Berberian und Zaruhi Panosyan gemeinsam mit seinem Bruder Onnig nach Genf, um den Massakern an den Armeniern 1894–1896 unter Sultan Abdülhamid II.  zu entkommen. 
Zurück in Istanbul begann Schahan seine Ausbildung an der Berberian-Schule, die sein Vater in Kadikoy, einem asiatischen Teil der Stadt, gegründet hatte. In jener Zeit begann er mit Violinstunden, doch gab er das „unerträgliche Instrument“ sehr schnell auf. Angeblich warf er die Violine in den Kamin. Er nahm stattdessen Klavierstunden. Auch dieser Versuch war von keinem Erfolg gekrönt. 
Schahan Berberian schloss die Schule 1906 ab. Als fünfzehnjähriger junger Mann unterrichtete er Literatur und Naturwissenschaften an der Berberian-Schule. 1908 ging er nach Paris, um an der Sorbonne und am Collège de France zu studieren. Er besuchte Vorlesungen in Philosophie und Metaphysik bei Henri Bergson, Psychologie bei Georges Dumas und Soziologie bei Émile Durkheim. 
1911 kehrte Berberian nach Istanbul zurück, um als Rektor die Berberian-Schule zu führen. Seine Dissertation über „Die pathologische Methodie in der Psychologie“ konnte er deswegen nicht beenden. Neben seinen Pflichten an der Schule engagierte er sich im Kulturleben der armenischen Gemeinschaft in der Stadt. Während dieser Zeit entwickelte sich eine tiefe Freundschaft mit Komitas Vardapet. 
1918 wurde Schahen Berberian zum Leiter des Zentralkomitees des armenischen Lehrerverbandes und zum Mitglied des Zentralen Erziehungsrates gewählt. Berberian war maßgeblich an der Gründung des armenischen Kunstzentrums Hayardun beteiligt, dessen Vorsitzender er später wurde. Er schrieb Essays in armenischen Zeitungen Istanbuls, vor allem in Vosdan. 1922 gründete er gemeinsam mit Kegham Kavafyan, Vahan Tekeyan, Hagop Oshagan und Gostan Zarian die monatlich erscheinende Kunst- und Literaturzeitschrift Partsravank (dt. „Kloster am Berg“).
Berberian erkrankte während eines Sommerurlaubs zu Besuch bei seinem Sohn Artavazd in der französischen Hauptstadt Paris und starb dort am 9. Oktober 1956.

## Werke

### Solostimme
- Բարձրացում • Partsratsùm (Aufstieg, 1940)
- Փափաք • Papàk (Wunsch, 1919)
- Պոլիս • Bolìs (Istanbul, 1925)
- Քու յիշատակդ • Ku hishadàgt (Deine Erinnerung, 1921)
- Իւսկիւտար • Yusgyudar (Üsküdar, 1944)
- Կ՚անձրեւէ տղաս • Gantsrevé dghas (Es regnet, Mein Sohn, 1921)
- Գիշերերգ • Kisherérk (Nocturne, 1945)
- Աստուածածնին ու խաչին • Asdvadzadznìn u chatschìn (Himmelfahrt und das Kreuz, 1918)
- Հրաւէր լուսնի տակ • Hravér lusnì dag (Einladung unter dem Mondlicht)
- Դուն աղբիւրն ես • Tun aghpyùrn es (Du bist die Quelle, 1918)
- Գարուն բացուաւ • Karùn patsvàv (Frühling hat begonnen)
- Հօյ Հելինէ • Hoy Heliné (Hoy Heliné)
- Արազին • Arazìn (Zum Aras Fluss)
- Հովին երգը • Hovìn yérke (Das Lied vom Wind)
- Զարոյի երգը • Zaroyì yérke (Zaros Lied)
- Կարօտի երգ • Garodì yerk (Lied der Wehmut)
- Ես ունէի • Yes uneyi (Mein Granatapfelbaum)
- Ամպի փէշով • Ambì peschòv (Umhüllt mit einer Wolke)
- Ձմեռն անցաւ • Tsmern antsàv (Winter hat begonnen)
- Լուսաւորչի կանթեղը • Lusavortschì gantégh (Des Erleuchters Laterne)
- Հասուն արտ • Hasùn ard (Reifendes Feld, 1919)
- Առաջին ծիլեր • Aratschìn dzilér (Erste Ähren, 1920)
- Գիւղիս ճամբան • Kyughìs dschampàn (Straße zu meinem Dorf)
- Գիշերն անուշ է • Kischern anùsch é (Süß ist die Nacht, 1919)
- Սէրով, սէրով • (Voller Liebe)
- Ահաւասիկ •  (Wehmut)
- Թող դէմքդ տժգունի • (Dein Gesicht erblasse)
- Հսկում  •  (Lass mich verweilen)
- Երգ երջանկութեան •  (Freudenlied, 1952)
- Անձրեւին հետ •  (Mit dem Regen)
- Իրիկունն իջաւ •  (Es wird Nacht, 1920)
- Ձեռագիր •  (Handschrift)
- Վարդանանց քայլերգ •  (Vartanankmarsch)
- Ովսաննա • (Hosanna)
- Ալէլուիա •  (Halleluja, 1935)
- Այսօր տօն  է  •  (Heute ist Weihnacht)
- Ետեւէս եկուր • (Folge mir!)
- Մի՛ մերձենար յիս •  (Komm nicht näher)
- Անառակը •  (Der verlorene Sohn)
- Եկուր վիշտ •  (Trauer, komm!)
- Օրերն անդարձ • (Nimmerwiederkehrende Tage)
- Իղձ •  (Longing/Sehnsucht)
- Ջուրին վրայ • (Über dem Wasser)

### Chorwerke
- Ազատութեան զանգ • Azadutyàn zank (Freiheitsglocken)
- Իմ Նազենիս • Im Nazenìs (Meine Nazeni)
- Քրիստոս պատարագեալ • Krisdos badarakyal (Christus wurde geopfert)
- Առաւօտ լուսոյ • Aravòd lusò (Morgen des Lichts)
- Անդնդային • Antntayìn (Ode an den Heiligen Geist)
- Խաչը • Chàtsche (Das Kreuz)